# 레드 마리아
"레드 마리아"(Red Maria)는 한국에서 제작된 경순 감독의 2011년 다큐멘터리 영화이다. 그레이스 등이 주연으로 출연하였다.

## 출연

### 주연
- 그레이스
- 리타
- 모니카
- 사토
- 순자
- 이치무라 미사코
- 제나린
- 종희
- 클롯
- 희영

## 기타
- 구성: 경순
- 프로듀서: 고영재
- 조감독: 아람
- 조감독: 영란
- 사진: 경은